# Дезінтеграційна машина
«Дезінтеграційна машина» (англ. The Disintegration Machine) -  коротке оповідання шотландського письменника Артура Конана Дойла. Було вперше опубліковане в Strand Magazine у січні 1929 року. Історія зосереджується навколо відкриття машини, здатної руйнувати об'єкти, а також їх змінювати. Це оповідання є частиною розповідей про професора Челленджера.